# Hans (stripreeks)
Hans is een Belgische sciencefictionstripreeks van de hand van tekenaar Grzegorz Rosiński en scenarist A.P. Duchâteau.
Vanaf album 6 komt de reeks in handen van tekenaar KAS, een pseudoniem van Zbigniew Kasprzak

## Albums
1. Het laatste eiland
2. De gevangene van de eeuwigheid
3. De mutanten van Xanaia
4. De gladiatoren
5. De Wet van Ardelia
6. De Toverplaneet
7. De kinderen van het oneindige
8. Het gezicht van het monster
9. De prinses van Ultis
10. Het regenbooggevaar
11. Het geheim van de tijd
12. Het land van de afgronden